# 口腔頜面外科

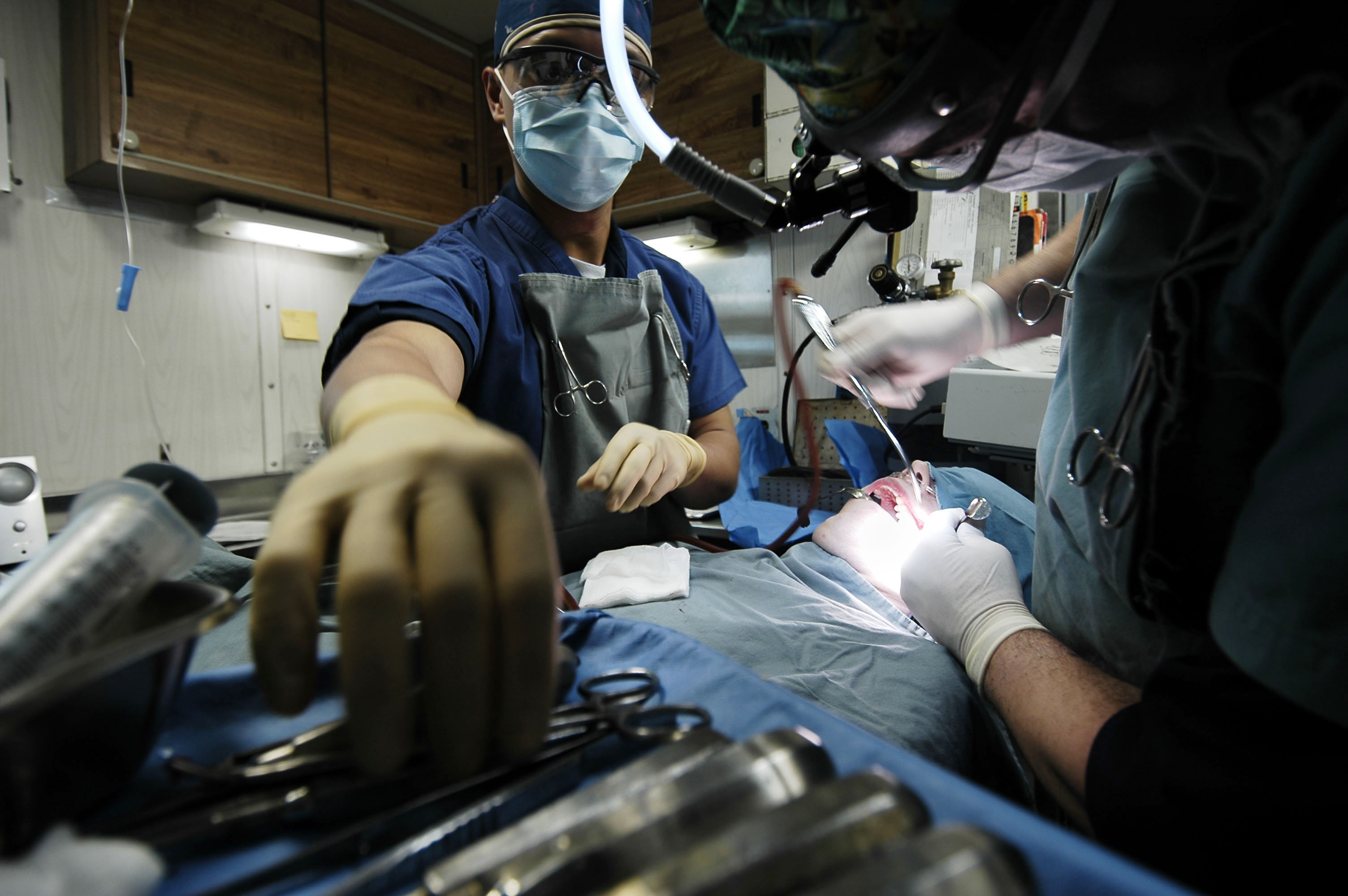
口腔頜面外科醫生正在進行口腔手術

口腔頜面外科（英語：Oral and Maxillofacial Surgery）又稱口腔顎面外科，是一個現代醫療的外科，該外科主要治理頭部、頸部、臉部、下頜、口腔和頜面部位，包括軟組織和硬組織的損傷和疾病，並通過藥物及手術進行治療。
該外科需要医生对此部位有深入了解，例如了解頭部肌肉及下顎活動組織及關節的构造，並為牙科的其中一個進階專科。雖然一般的牙科醫生都可以進行牙科及口腔手術，但對於咀嚼系統及口部開合說話等方面，口腔頜面外科則有較全面的認知和研究。

## 醫療範圍
口腔頜面外科的範圍包括植牙、矯齒、智慧齒拔出、多生牙齒的移除等牙科手術，也包括對舌頭及嘴唇等口腔範圍的治療。面部矯形是口腔頜面外科的其中一個重要範疇，當中包括對歪斜面部的矯形，下颌骨及鼻竇的矯形，兔唇裂顎的修補，以及顎骨重建等手術，從而改善病人的儀容、說話能力及咀嚼功能。